# Llista de monuments del Vallespir
Llista de monuments del Vallespir registrats com a monuments històrics, bé catalogats d'interès nacional (classé) o bé inventariats d'interès regional (inscrit).
| Monument                                                         | Prot. | Època                 | Localització                                                             | Coordenades                                          | Codi?      | Imatge |
| ---------------------------------------------------------------- | ----- | --------------------- | ------------------------------------------------------------------------ | ---------------------------------------------------- | ---------- | --- |
| Santa Creu de Quercorb                                           | Inv.  | segle X               | Arles                                                                    | 42° 26′ 53″ N, 2° 37′ 27″ E / 42.448152°N,2.624244°E | PA66000003 | Santa Creu de Quercorb · Vegeu més fotos d'aquest monument · Carregueu una nova foto d'aquest monument                                           |
| Vil·la Las Indis, avui Ajuntament                                | Inv.  | segle XX              | Arles                                                                    | 42° 27′ 19″ N, 2° 38′ 07″ E / 42.455139°N,2.635278°E | PA00103964 | Vil·la Las Indis, avui Ajuntament · Vegeu més fotos d'aquest monument · Carregueu una nova foto d'aquest monument                                |
| Torre de Sant Salvador                                           | Inv.  |                       | Arles                                                                    | 42° 27′ 27″ N, 2° 38′ 03″ E / 42.457512°N,2.634289°E | PA00103963 | Torre de Sant Salvador · Vegeu més fotos d'aquest monument · Carregueu una nova foto d'aquest monument                                           |
| Dolmen Caixa de Rotllan                                          | Cat.  | neolític              | Arles                                                                    | 42° 28′ 52″ N, 2° 36′ 04″ E / 42.48111°N,2.60111°E   | PA00103962 | Dolmen Caixa de Rotllan · Vegeu més fotos d'aquest monument · Carregueu una nova foto d'aquest monument                                          |
| Capella de Sant Pere de Riuferrer                                | Inv.  | segle xii             | Arles                                                                    | 42° 27′ 49″ N, 2° 37′ 13″ E / 42.463611°N,2.620278°E | PA00103961 | Capella de Sant Pere de Riuferrer · Vegeu més fotos d'aquest monument · Carregueu una nova foto d'aquest monument                                |
| Abadia de Santa Maria d'Arles (Monestir d'Arles)                 | Cat.  | segle XI-XII          | Arles                                                                    | 42° 27′ 23″ N, 2° 38′ 06″ E / 42.456314°N,2.634872°E | PA00103960 | Abadia de Santa Maria d'Arles (Monestir d'Arles) · Vegeu més fotos d'aquest monument · Carregueu una nova foto d'aquest monument                 |
| Hospital militar dels Banys d'Arles                              | Inv.  | segle xix             | Els Banys i Palaldà                                                      | 42° 28′ 18″ N, 2° 40′ 14″ E / 42.471685°N,2.670482°E | PA66000018 | Hospital militar dels Banys d'Arles · Vegeu més fotos d'aquest monument · Carregueu una nova foto d'aquest monument                              |
| Fort dels Banys                                                  | Cat.  | 1670                  | Els Banys i Palaldà                                                      | 42° 28′ 15″ N, 2° 39′ 52″ E / 42.4708°N,2.664464°E   | PA00103955 | Fort dels Banys · Vegeu més fotos d'aquest monument · Carregueu una nova foto d'aquest monument                                                  |
| Termes romanes                                                   | Cat.  | segle I; gal·loromà   | Els Banys i Palaldà Pl. Mariscal Joffre                                  | 42° 28′ 12″ N, 2° 40′ 05″ E / 42.470111°N,2.668°E    | PA00103954 | Termes romanes · Vegeu més fotos d'aquest monument · Carregueu una nova foto d'aquest monument                                                   |
| Monument als Morts                                               | Cat.  | segle XX              | Ceret pl. de la Llibertat                                                | 42° 29′ 01″ N, 2° 44′ 53″ E / 42.483611°N,2.748056°E | PA00104185 | Monument als Morts · Vegeu més fotos d'aquest monument · Carregueu una nova foto d'aquest monument                                               |
| Castell d'Aubiri                                                 | Inv.  | segle XX              | Ceret                                                                    | 42° 30′ 46″ N, 2° 45′ 58″ E / 42.512778°N,2.766194°E | PA00104182 | Castell d'Aubiri · Vegeu més fotos d'aquest monument · Carregueu una nova foto d'aquest monument                                                 |
| Porta de França                                                  | Inv.  | segle xiii            | Ceret bvd. Mariscal Joffre                                               | 42° 29′ 08″ N, 2° 44′ 49″ E / 42.485556°N,2.747083°E | PA00103992 | Porta de França · Vegeu més fotos d'aquest monument · Carregueu una nova foto d'aquest monument                                                  |
| Pont del Diable                                                  | Cat.  | segle xiv             | Ceret                                                                    | 42° 29′ 43″ N, 2° 44′ 39″ E / 42.495294°N,2.744114°E | PA00103991 | Pont del Diable · Vegeu més fotos d'aquest monument · Carregueu una nova foto d'aquest monument                                                  |
| Font dels Nou Raigs                                              | Cat.  | segle xiv             | Ceret pl. dels Nou Raigs                                                 | 42° 29′ 05″ N, 2° 44′ 52″ E / 42.484722°N,2.747778°E | PA00103990 | Font dels Nou Raigs · Vegeu més fotos d'aquest monument · Carregueu una nova foto d'aquest monument                                              |
| Església de Sant Pere                                            | Cat.  | segle xi              | Ceret pl. de l'Església                                                  | 42° 29′ 07″ N, 2° 44′ 53″ E / 42.485278°N,2.747917°E | PA00103989 | Església de Sant Pere · Vegeu més fotos d'aquest monument · Carregueu una nova foto d'aquest monument                                            |
| Vestigis de fortificacions (les Cluses)                          | Cat.  | gal·loromà            | Les Cluses La Clusa d'Amunt                                              | 42° 28′ 56″ N, 2° 50′ 27″ E / 42.4821°N,2.8408°E     | PA00103994 | Vestigis de fortificacions (les Cluses) · Vegeu més fotos d'aquest monument · Carregueu una nova foto d'aquest monument                          |
| Església de la Clusa d'Amunt                                     | Cat.  |                       | Les Cluses La Clusa d'Amunt                                              | 42° 28′ 56″ N, 2° 50′ 36″ E / 42.4822°N,2.8432°E     | PA00103993 | Església de la Clusa d'Amunt · Vegeu més fotos d'aquest monument · Carregueu una nova foto d'aquest monument                                     |
| Ruïnes de l'antiga església de Sant Martí                        | Inv.  | segle xii             | Cortsaví                                                                 | 42° 28′ 03″ N, 2° 35′ 25″ E / 42.467627°N,2.590286°E | PA00104008 | Ruïnes de l'antiga església de Sant Martí · Vegeu més fotos d'aquest monument · Carregueu una nova foto d'aquest monument                        |
| Església de Santa Maria                                          | Cat.  | segle xii             | Costoja                                                                  | 42° 22′ 04″ N, 2° 39′ 02″ E / 42.367777°N,2.650426°E | PA00104009 | Església de Santa Maria · Vegeu més fotos d'aquest monument · Carregueu una nova foto d'aquest monument                                          |
| Torres de Cabrenç                                                | Cat.  | segle XX              | La Menera i Serrallonga Cabrenç, turó a la partió dels termes municipals | 42° 21′ 52″ N, 2° 32′ 32″ E / 42.364444°N,2.542222°E | PA00132963 | Torres de Cabrenç · Vegeu més fotos d'aquest monument · Carregueu una nova foto d'aquest monument                                                |
| Església de Sant Andreu                                          | Inv.  | segle xii             | Montboló                                                                 | 42° 29′ 06″ N, 2° 39′ 17″ E / 42.484906°N,2.654706°E | PA00125502 | Església de Sant Andreu · Vegeu més fotos d'aquest monument · Carregueu una nova foto d'aquest monument                                          |
| Església de Santa Maria                                          | Cat.  | segle XII             | Montferrer                                                               | 42° 26′ 17″ N, 2° 34′ 02″ E / 42.438114°N,2.567317°E | PA00104050 | Església de Santa Maria · Vegeu més fotos d'aquest monument · Carregueu una nova foto d'aquest monument                                          |
| Església de Sant Miquel de Riunoguers                            | Cat.  |                       | Morellàs i les Illes                                                     | 42° 27′ 44″ N, 2° 49′ 10″ E / 42.462200°N,2.819536°E | PA00104046 | Església de Sant Miquel de Riunoguers · Vegeu més fotos d'aquest monument · Carregueu una nova foto d'aquest monument                            |
| Capella de Sant Martí de Fonollar                                | Cat.  | segle ix              | Morellàs i les Illes                                                     | 42° 30′ 12″ N, 2° 49′ 16″ E / 42.503333°N,2.821111°E | PA00104045 | Capella de Sant Martí de Fonollar · Vegeu més fotos d'aquest monument · Carregueu una nova foto d'aquest monument                                |
| Jaciment arqueològic de Panissars                                | Cat.  | edat antiga, segle xi | El Pertús Coll de Panissars                                              | 42° 27′ 18″ N, 2° 51′ 15″ E / 42.455086°N,2.854069°E | PA66000022 | Jaciment arqueològic de Panissars · Vegeu més fotos d'aquest monument · Carregueu una nova foto d'aquest monument                                |
| Fort de Bellaguarda                                              | Cat.  | segle xvii            | El Pertús                                                                | 42° 27′ 31″ N, 2° 51′ 33″ E / 42.458611°N,2.859167°E | PA00104090 | Fort de Bellaguarda · Vegeu més fotos d'aquest monument · Carregueu una nova foto d'aquest monument                                              |
| Capella de Santa Margarida i Hospici de Santa Maria de Colldares | Inv.  | segle xiii            | Prats de Molló i la Presta                                               | 42° 22′ 27″ N, 2° 27′ 56″ E / 42.3743°N,2.4656°E     | PA66000024 | Capella de Santa Margarida i Hospici de Santa Maria de Colldares · Vegeu més fotos d'aquest monument · Carregueu una nova foto d'aquest monument |
| Torre del Mir                                                    | Inv.  | segle xiii            | Prats de Molló i la Presta El Mir de Dalt                                | 42° 23′ 40″ N, 2° 26′ 51″ E / 42.39444°N,2.44759°E   | PA66000013 | Torre del Mir · Vegeu més fotos d'aquest monument · Carregueu una nova foto d'aquest monument                                                    |
| Ermita de Nostra Senyora del Coral                               | Inv.  | segle XVII-XVIII      | Prats de Molló i la Presta                                               | 42° 22′ 00″ N, 2° 29′ 24″ E / 42.3666°N,2.4901°E     | PA00104184 | Ermita de Nostra Senyora del Coral · Vegeu més fotos d'aquest monument · Carregueu una nova foto d'aquest monument                               |
| Muralles                                                         | Cat.  |                       | Prats de Molló i la Presta                                               | 42° 24′ 13″ N, 2° 28′ 47″ E / 42.40361°N,2.479734°E  | PA00104103 | Muralles · Vegeu més fotos d'aquest monument · Carregueu una nova foto d'aquest monument                                                         |
| Porta d'Espanya                                                  | Cat.  |                       | Prats de Molló i la Presta                                               | 42° 24′ 15″ N, 2° 28′ 40″ E / 42.404066°N,2.477683°E | PA00104102 | Porta d'Espanya · Vegeu més fotos d'aquest monument · Carregueu una nova foto d'aquest monument                                                  |
| Fort Laguarda                                                    | Cat.  | segle xvii            | Prats de Molló i la Presta                                               | 42° 24′ 26″ N, 2° 28′ 53″ E / 42.407222°N,2.481389°E | PA00104101 | Fort Laguarda · Vegeu més fotos d'aquest monument · Carregueu una nova foto d'aquest monument                                                    |
| Església de Santa Justa i Santa Rufina                           | Cat.  |                       | Prats de Molló i la Presta                                               | 42° 24′ 17″ N, 2° 28′ 43″ E / 42.404597°N,2.478677°E | PA00104100 | Església de Santa Justa i Santa Rufina · Vegeu més fotos d'aquest monument · Carregueu una nova foto d'aquest monument                           |
| Mas de Cremadells                                                | Inv.  | segle xvii            | Sant Llorenç de Cerdans                                                  | 42° 24′ 18″ N, 2° 37′ 45″ E / 42.405127°N,2.629251°E | PA00104118 | Carregueu una nova foto d'aquest monument |
| Església de Santa Maria                                          | Cat.  |                       | Serrallonga                                                              | 42° 23′ 53″ N, 2° 33′ 24″ E / 42.398105°N,2.55678°E  | PA00104132 | Església de Santa Maria · Vegeu més fotos d'aquest monument · Carregueu una nova foto d'aquest monument                                          |
| Conjurador de Serrallonga                                        | Inv.  |                       | Serrallonga                                                              | 42° 23′ 55″ N, 2° 33′ 23″ E / 42.398548°N,2.556497°E | PA00104131 | Conjurador de Serrallonga · Vegeu més fotos d'aquest monument · Carregueu una nova foto d'aquest monument                                        |
| Ermita de Sant Guillem de Combret                                | Inv.  | segle xi              | El Tec Sant Guillem de Combret                                           | 42° 27′ 12″ N, 2° 29′ 48″ E / 42.453353°N,2.496744°E | PA66000026 | Ermita de Sant Guillem de Combret · Vegeu més fotos d'aquest monument · Carregueu una nova foto d'aquest monument                                |